# Loyola Greyhounds

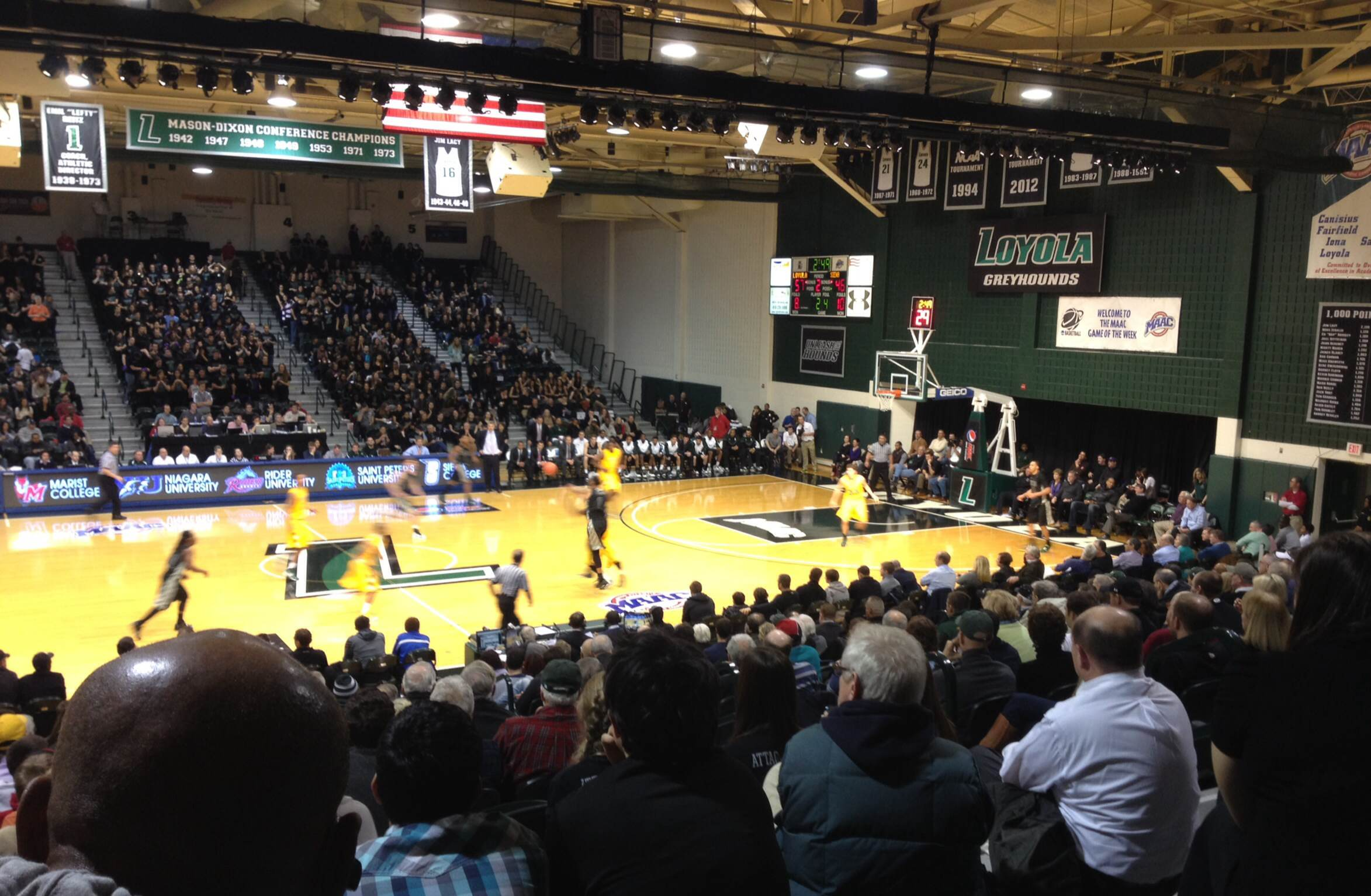
Reitz Arena.

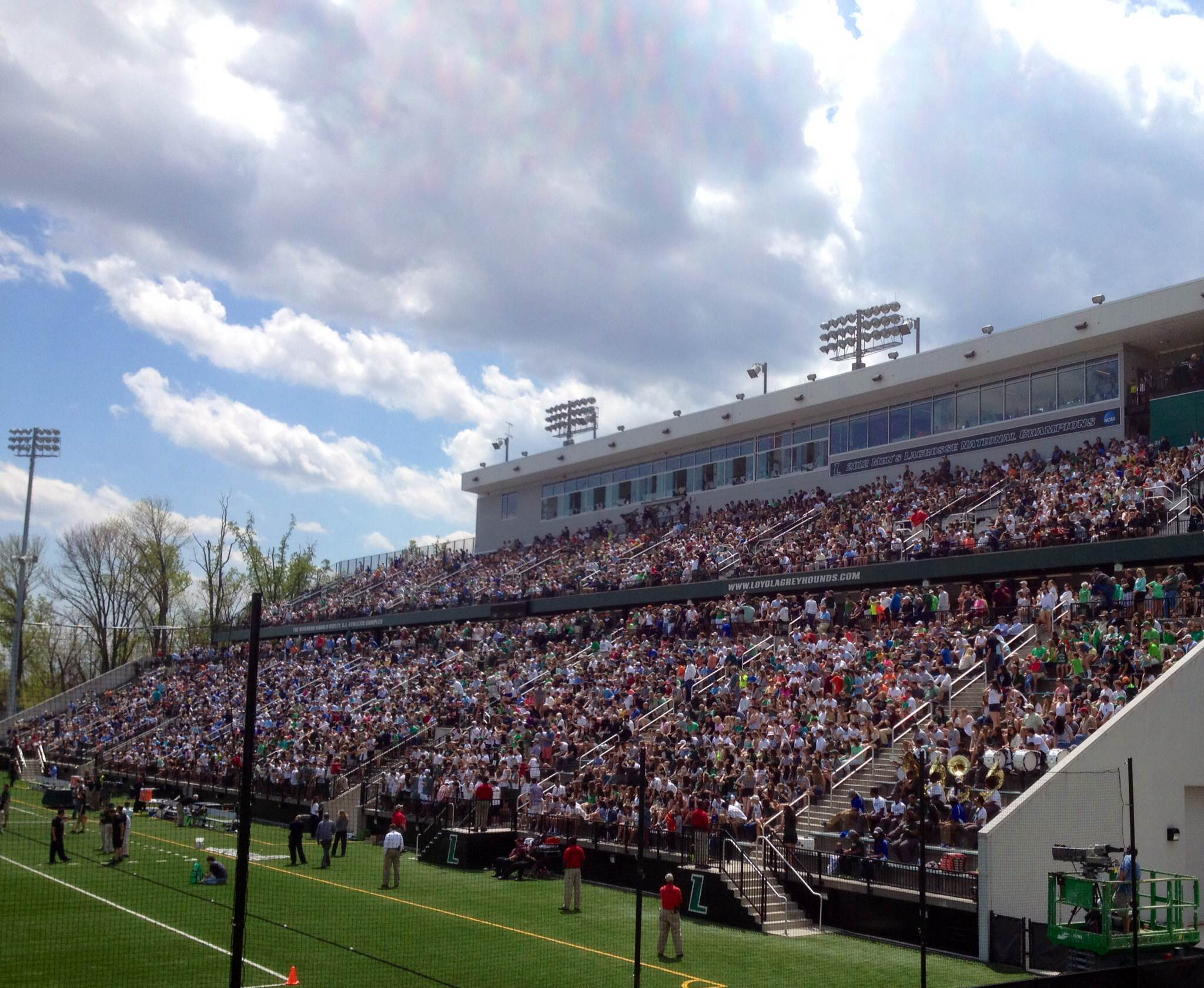
Ridley Athletic Complex.

Loyola Greyhounds (español: los galgos de Loyola Maryland) es el nombre de los equipos deportivos de la Universidad Loyola Maryland, situada en Baltimore, Maryland. Los equipos de los Greyhounds participan en las competiciones universitarias organizadas por la NCAA, y forman parte de la Patriot League desde 2013, excepto los equipos de lacrosse, que pertenecen a la ECAC Lacrosse League el masculino y a la Big East Conference el femenino.

## Programa deportivo
Los Greyhounds compiten en 8 deportes masculinos y en 9 femeninos:
| - Masculino - Baloncesto - Lacrosse - Natación - Golf - Remo - Cross - Tenis - Fútbol | - Femenino - Cross - Voleibol - Baloncesto - Remo - Atletismo - Fútbol - Lacrosse - Tenis - Natación |

## Instalaciones deportivas
- Reitz Arena es el pabellón donde disputan sus partidos los equipos de baloncesto y voleibol. Tiene una capacidad para 2.100 espectadores.[1]
- Ridley Athletic Complex, es el estadio donde disputa sus encuentros los equipos de fútbol y lacrosse. Fue inaugurado en 2006 y tiene una capacidad para 6.000 espectadores.[2]